# Kitchener Canucks
Kitchener Canucks byl kanadský juniorský klub ledního hokeje, který sídlil v Kitcheneru v provincii Ontario. V letech 1954–1956 působil v juniorské soutěži Ontario Hockey Association (později Ontario Hockey League). Založen byl v roce 1954 po přejmenování týmu Kitchener Greenshirts na Canucks. Zanikl v roce 1956 přestěhování do Peterboroughu, kde byl vytvořen tým Peterborough Petes. Své domácí zápasy odehrával v hale Kitchener Memorial Auditorium Complex s kapacitou 7 131 diváků.
Nejznámější hráči, kteří prošli týmem, byli např.: Stan Baluik, Wayne Connelly, Kent Douglas, Ted McCaskill, Willie O'Ree, Irv Spencer, Tom Thurlby nebo Howie Young.

## Přehled ligové účasti
Zdroj: 
- 1954–1956: Ontario Hockey Association